# 1207
Portal Geschichte | Portal Biografien | Aktuelle Ereignisse | Jahreskalender | Tagesartikel

◄ |
12. Jahrhundert |
13. Jahrhundert
| 14. Jahrhundert | ►

◄ |
1170er |
1180er |
1190er |
1200er
| 1210er | 1220er | 1230er | ►

◄◄ |
◄ |
1203 |
1204 |
1205 |
1206 |
1207
| 1208 | 1209 | 1210 | 1211 | ► | ►►
Staatsoberhäupter  · Nekrolog
| Januar | Januar | Januar | Januar | Januar | Januar | Januar | Januar |
| Kw     | Mo     | Di     | Mi     | Do     | Fr     | Sa     | So     |
| 1      | 1      | 2      | 3      | 4      | 5      | 6      | 7      |
| 2      | 8      | 9      | 10     | 11     | 12     | 13     | 14     |
| 3      | 15     | 16     | 17     | 18     | 19     | 20     | 21     |
| 4      | 22     | 23     | 24     | 25     | 26     | 27     | 28     |
| 5      | 29     | 30     | 31     |        |        |        |        |
| ------ | ------ | ------ | ------ | ------ | ------ | ------ | ------ |

| Februar | Februar | Februar | Februar | Februar | Februar | Februar | Februar |
| Kw      | Mo      | Di      | Mi      | Do      | Fr      | Sa      | So      |
| 5       |         |         |         | 1       | 2       | 3       | 4       |
| 6       | 5       | 6       | 7       | 8       | 9       | 10      | 11      |
| 7       | 12      | 13      | 14      | 15      | 16      | 17      | 18      |
| 8       | 19      | 20      | 21      | 22      | 23      | 24      | 25      |
| 9       | 26      | 27      | 28      |         |         |         |         |
| ------- | ------- | ------- | ------- | ------- | ------- | ------- | ------- |

| März | März | März | März | März | März | März | März |
| Kw   | Mo   | Di   | Mi   | Do   | Fr   | Sa   | So   |
| 9    |      |      |      | 1    | 2    | 3    | 4    |
| 10   | 5    | 6    | 7    | 8    | 9    | 10   | 11   |
| 11   | 12   | 13   | 14   | 15   | 16   | 17   | 18   |
| 12   | 19   | 20   | 21   | 22   | 23   | 24   | 25   |
| 13   | 26   | 27   | 28   | 29   | 30   | 31   |      |
| ---- | ---- | ---- | ---- | ---- | ---- | ---- | ---- |

| April | April | April | April | April | April | April | April |
| Kw    | Mo    | Di    | Mi    | Do    | Fr    | Sa    | So    |
| 13    |       |       |       |       |       |       | 1     |
| 14    | 2     | 3     | 4     | 5     | 6     | 7     | 8     |
| 15    | 9     | 10    | 11    | 12    | 13    | 14    | 15    |
| 16    | 16    | 17    | 18    | 19    | 20    | 21    | 22    |
| 17    | 23    | 24    | 25    | 26    | 27    | 28    | 29    |
| 18    | 30    |       |       |       |       |       |       |
| ----- | ----- | ----- | ----- | ----- | ----- | ----- | ----- |

| Mai | Mai | Mai | Mai | Mai | Mai | Mai | Mai |
| Kw  | Mo  | Di  | Mi  | Do  | Fr  | Sa  | So  |
| 18  |     | 1   | 2   | 3   | 4   | 5   | 6   |
| 19  | 7   | 8   | 9   | 10  | 11  | 12  | 13  |
| 20  | 14  | 15  | 16  | 17  | 18  | 19  | 20  |
| 21  | 21  | 22  | 23  | 24  | 25  | 26  | 27  |
| 22  | 28  | 29  | 30  | 31  |     |     |     |
| --- | --- | --- | --- | --- | --- | --- | --- |

| Juni | Juni | Juni | Juni | Juni | Juni | Juni | Juni |
| Kw   | Mo   | Di   | Mi   | Do   | Fr   | Sa   | So   |
| 22   |      |      |      |      | 1    | 2    | 3    |
| 23   | 4    | 5    | 6    | 7    | 8    | 9    | 10   |
| 24   | 11   | 12   | 13   | 14   | 15   | 16   | 17   |
| 25   | 18   | 19   | 20   | 21   | 22   | 23   | 24   |
| 26   | 25   | 26   | 27   | 28   | 29   | 30   |      |
| ---- | ---- | ---- | ---- | ---- | ---- | ---- | ---- |

| Juli | Juli | Juli | Juli | Juli | Juli | Juli | Juli |
| Kw   | Mo   | Di   | Mi   | Do   | Fr   | Sa   | So   |
| 26   |      |      |      |      |      |      | 1    |
| 27   | 2    | 3    | 4    | 5    | 6    | 7    | 8    |
| 28   | 9    | 10   | 11   | 12   | 13   | 14   | 15   |
| 29   | 16   | 17   | 18   | 19   | 20   | 21   | 22   |
| 30   | 23   | 24   | 25   | 26   | 27   | 28   | 29   |
| 31   | 30   | 31   |      |      |      |      |      |
| ---- | ---- | ---- | ---- | ---- | ---- | ---- | ---- |

| August | August | August | August | August | August | August | August |
| Kw     | Mo     | Di     | Mi     | Do     | Fr     | Sa     | So     |
| 31     |        |        | 1      | 2      | 3      | 4      | 5      |
| 32     | 6      | 7      | 8      | 9      | 10     | 11     | 12     |
| 33     | 13     | 14     | 15     | 16     | 17     | 18     | 19     |
| 34     | 20     | 21     | 22     | 23     | 24     | 25     | 26     |
| 35     | 27     | 28     | 29     | 30     | 31     |        |        |
| ------ | ------ | ------ | ------ | ------ | ------ | ------ | ------ |

| September | September | September | September | September | September | September | September |
| Kw        | Mo        | Di        | Mi        | Do        | Fr        | Sa        | So        |
| 35        |           |           |           |           |           | 1         | 2         |
| 36        | 3         | 4         | 5         | 6         | 7         | 8         | 9         |
| 37        | 10        | 11        | 12        | 13        | 14        | 15        | 16        |
| 38        | 17        | 18        | 19        | 20        | 21        | 22        | 23        |
| 39        | 24        | 25        | 26        | 27        | 28        | 29        | 30        |
| --------- | --------- | --------- | --------- | --------- | --------- | --------- | --------- |

| Oktober | Oktober | Oktober | Oktober | Oktober | Oktober | Oktober | Oktober |
| Kw      | Mo      | Di      | Mi      | Do      | Fr      | Sa      | So      |
| 40      | 1       | 2       | 3       | 4       | 5       | 6       | 7       |
| 41      | 8       | 9       | 10      | 11      | 12      | 13      | 14      |
| 42      | 15      | 16      | 17      | 18      | 19      | 20      | 21      |
| 43      | 22      | 23      | 24      | 25      | 26      | 27      | 28      |
| 44      | 29      | 30      | 31      |         |         |         |         |
| ------- | ------- | ------- | ------- | ------- | ------- | ------- | ------- |

| November | November | November | November | November | November | November | November |
| Kw       | Mo       | Di       | Mi       | Do       | Fr       | Sa       | So       |
| 44       |          |          |          | 1        | 2        | 3        | 4        |
| 45       | 5        | 6        | 7        | 8        | 9        | 10       | 11       |
| 46       | 12       | 13       | 14       | 15       | 16       | 17       | 18       |
| 47       | 19       | 20       | 21       | 22       | 23       | 24       | 25       |
| 48       | 26       | 27       | 28       | 29       | 30       |          |          |
| -------- | -------- | -------- | -------- | -------- | -------- | -------- | -------- |

| Dezember | Dezember | Dezember | Dezember | Dezember | Dezember | Dezember | Dezember |
| Kw       | Mo       | Di       | Mi       | Do       | Fr       | Sa       | So       |
| 48       |          |          |          |          |          | 1        | 2        |
| 49       | 3        | 4        | 5        | 6        | 7        | 8        | 9        |
| 50       | 10       | 11       | 12       | 13       | 14       | 15       | 16       |
| 51       | 17       | 18       | 19       | 20       | 21       | 22       | 23       |
| 52       | 24       | 25       | 26       | 27       | 28       | 29       | 30       |
| 1        | 31       |          |          |          |          |          |          |
| -------- | -------- | -------- | -------- | -------- | -------- | -------- | -------- |

| Januar | Januar | Januar | Januar | Januar | Januar | Januar | Januar |
| Kw     | Mo     | Di     | Mi     | Do     | Fr     | Sa     | So     |
| 1      | 1      | 2      | 3      | 4      | 5      | 6      | 7      |
| 2      | 8      | 9      | 10     | 11     | 12     | 13     | 14     |
| 3      | 15     | 16     | 17     | 18     | 19     | 20     | 21     |
| 4      | 22     | 23     | 24     | 25     | 26     | 27     | 28     |
| 5      | 29     | 30     | 31     |        |        |        |        |
| ------ | ------ | ------ | ------ | ------ | ------ | ------ | ------ |

| Februar | Februar | Februar | Februar | Februar | Februar | Februar | Februar |
| Kw      | Mo      | Di      | Mi      | Do      | Fr      | Sa      | So      |
| 5       |         |         |         | 1       | 2       | 3       | 4       |
| 6       | 5       | 6       | 7       | 8       | 9       | 10      | 11      |
| 7       | 12      | 13      | 14      | 15      | 16      | 17      | 18      |
| 8       | 19      | 20      | 21      | 22      | 23      | 24      | 25      |
| 9       | 26      | 27      | 28      |         |         |         |         |
| ------- | ------- | ------- | ------- | ------- | ------- | ------- | ------- |

| März | März | März | März | März | März | März | März |
| Kw   | Mo   | Di   | Mi   | Do   | Fr   | Sa   | So   |
| 9    |      |      |      | 1    | 2    | 3    | 4    |
| 10   | 5    | 6    | 7    | 8    | 9    | 10   | 11   |
| 11   | 12   | 13   | 14   | 15   | 16   | 17   | 18   |
| 12   | 19   | 20   | 21   | 22   | 23   | 24   | 25   |
| 13   | 26   | 27   | 28   | 29   | 30   | 31   |      |
| ---- | ---- | ---- | ---- | ---- | ---- | ---- | ---- |

| April | April | April | April | April | April | April | April |
| Kw    | Mo    | Di    | Mi    | Do    | Fr    | Sa    | So    |
| 13    |       |       |       |       |       |       | 1     |
| 14    | 2     | 3     | 4     | 5     | 6     | 7     | 8     |
| 15    | 9     | 10    | 11    | 12    | 13    | 14    | 15    |
| 16    | 16    | 17    | 18    | 19    | 20    | 21    | 22    |
| 17    | 23    | 24    | 25    | 26    | 27    | 28    | 29    |
| 18    | 30    |       |       |       |       |       |       |
| ----- | ----- | ----- | ----- | ----- | ----- | ----- | ----- |

| Mai | Mai | Mai | Mai | Mai | Mai | Mai | Mai |
| Kw  | Mo  | Di  | Mi  | Do  | Fr  | Sa  | So  |
| 18  |     | 1   | 2   | 3   | 4   | 5   | 6   |
| 19  | 7   | 8   | 9   | 10  | 11  | 12  | 13  |
| 20  | 14  | 15  | 16  | 17  | 18  | 19  | 20  |
| 21  | 21  | 22  | 23  | 24  | 25  | 26  | 27  |
| 22  | 28  | 29  | 30  | 31  |     |     |     |
| --- | --- | --- | --- | --- | --- | --- | --- |

| Juni | Juni | Juni | Juni | Juni | Juni | Juni | Juni |
| Kw   | Mo   | Di   | Mi   | Do   | Fr   | Sa   | So   |
| 22   |      |      |      |      | 1    | 2    | 3    |
| 23   | 4    | 5    | 6    | 7    | 8    | 9    | 10   |
| 24   | 11   | 12   | 13   | 14   | 15   | 16   | 17   |
| 25   | 18   | 19   | 20   | 21   | 22   | 23   | 24   |
| 26   | 25   | 26   | 27   | 28   | 29   | 30   |      |
| ---- | ---- | ---- | ---- | ---- | ---- | ---- | ---- |

| Juli | Juli | Juli | Juli | Juli | Juli | Juli | Juli |
| Kw   | Mo   | Di   | Mi   | Do   | Fr   | Sa   | So   |
| 26   |      |      |      |      |      |      | 1    |
| 27   | 2    | 3    | 4    | 5    | 6    | 7    | 8    |
| 28   | 9    | 10   | 11   | 12   | 13   | 14   | 15   |
| 29   | 16   | 17   | 18   | 19   | 20   | 21   | 22   |
| 30   | 23   | 24   | 25   | 26   | 27   | 28   | 29   |
| 31   | 30   | 31   |      |      |      |      |      |
| ---- | ---- | ---- | ---- | ---- | ---- | ---- | ---- |

| August | August | August | August | August | August | August | August |
| Kw     | Mo     | Di     | Mi     | Do     | Fr     | Sa     | So     |
| 31     |        |        | 1      | 2      | 3      | 4      | 5      |
| 32     | 6      | 7      | 8      | 9      | 10     | 11     | 12     |
| 33     | 13     | 14     | 15     | 16     | 17     | 18     | 19     |
| 34     | 20     | 21     | 22     | 23     | 24     | 25     | 26     |
| 35     | 27     | 28     | 29     | 30     | 31     |        |        |
| ------ | ------ | ------ | ------ | ------ | ------ | ------ | ------ |

| September | September | September | September | September | September | September | September |
| Kw        | Mo        | Di        | Mi        | Do        | Fr        | Sa        | So        |
| 35        |           |           |           |           |           | 1         | 2         |
| 36        | 3         | 4         | 5         | 6         | 7         | 8         | 9         |
| 37        | 10        | 11        | 12        | 13        | 14        | 15        | 16        |
| 38        | 17        | 18        | 19        | 20        | 21        | 22        | 23        |
| 39        | 24        | 25        | 26        | 27        | 28        | 29        | 30        |
| --------- | --------- | --------- | --------- | --------- | --------- | --------- | --------- |

| Oktober | Oktober | Oktober | Oktober | Oktober | Oktober | Oktober | Oktober |
| Kw      | Mo      | Di      | Mi      | Do      | Fr      | Sa      | So      |
| 40      | 1       | 2       | 3       | 4       | 5       | 6       | 7       |
| 41      | 8       | 9       | 10      | 11      | 12      | 13      | 14      |
| 42      | 15      | 16      | 17      | 18      | 19      | 20      | 21      |
| 43      | 22      | 23      | 24      | 25      | 26      | 27      | 28      |
| 44      | 29      | 30      | 31      |         |         |         |         |
| ------- | ------- | ------- | ------- | ------- | ------- | ------- | ------- |

| November | November | November | November | November | November | November | November |
| Kw       | Mo       | Di       | Mi       | Do       | Fr       | Sa       | So       |
| 44       |          |          |          | 1        | 2        | 3        | 4        |
| 45       | 5        | 6        | 7        | 8        | 9        | 10       | 11       |
| 46       | 12       | 13       | 14       | 15       | 16       | 17       | 18       |
| 47       | 19       | 20       | 21       | 22       | 23       | 24       | 25       |
| 48       | 26       | 27       | 28       | 29       | 30       |          |          |
| -------- | -------- | -------- | -------- | -------- | -------- | -------- | -------- |

| Dezember | Dezember | Dezember | Dezember | Dezember | Dezember | Dezember | Dezember |
| Kw       | Mo       | Di       | Mi       | Do       | Fr       | Sa       | So       |
| 48       |          |          |          |          |          | 1        | 2        |
| 49       | 3        | 4        | 5        | 6        | 7        | 8        | 9        |
| 50       | 10       | 11       | 12       | 13       | 14       | 15       | 16       |
| 51       | 17       | 18       | 19       | 20       | 21       | 22       | 23       |
| 52       | 24       | 25       | 26       | 27       | 28       | 29       | 30       |
| 1        | 31       |          |          |          |          |          |          |
| -------- | -------- | -------- | -------- | -------- | -------- | -------- | -------- |

## Ereignisse

### Politik und Weltgeschehen

#### Heiliges Römisches Reich
- 1. April: Bischof Albrecht I. von Riga empfängt Livland als Lehen des Heiligen Römischen Reiches von König Philipp von Schwaben. Der Schwertbrüderorden erhält von ihm vertraglich ein Drittel des in Livland eroberten Gebietes.
- Erzbischof Hartwig II. von Hamburg-Bremen führt mit päpstlicher Genehmigung einen Kreuzzug gegen die Stedinger Bauern, der jedoch mit seinem Tod am 3. November ohne Erfolg endet.
- Philipp von Schwaben einigt sich mit dem böhmischen König Ottokar I. über die Verlobung seiner fünfjährigen Tochter Kunigunde von Staufen mit Ottokars zweijährigem Sohn und Nachfolger Wenzel, um von Böhmen Unterstützung gegen Otto von Braunschweig im Deutschen Thronstreit zu erhalten. Er bricht damit das Verlobungsversprechen, das er vier Jahre zuvor dem bayerischen Pfalzgrafen Otto VIII. von Wittelsbach gegeben hat und macht sich diesen zum Feind.
- Philipp bietet seinem zunehmend isolierten Gegner Otto von Braunschweig an, ihm seine älteste Tochter Beatrix als Ehefrau zu geben sowie ihn mit dem Herzogtum Schwaben zu belehnen. Trotz seiner verzweifelten Lage lehnt Otto dieses Angebot ab und erklärt, sein Königtum nur durch seinen Tod verlieren zu wollen.

#### Vierter Kreuzzug
- 4. Februar: Der lateinische Kaiser Heinrich heiratet in der Hagia Sophia Agnes von Montferrat, die Tochter des Bonifatius von Montferrat, König von Thessaloniki und ehemaligen Konkurrenten seines Bruders bei der Wahl um das Amt des Kaisers, und söhnt so die beiden Kreuzfahrerstaaten miteinander aus.

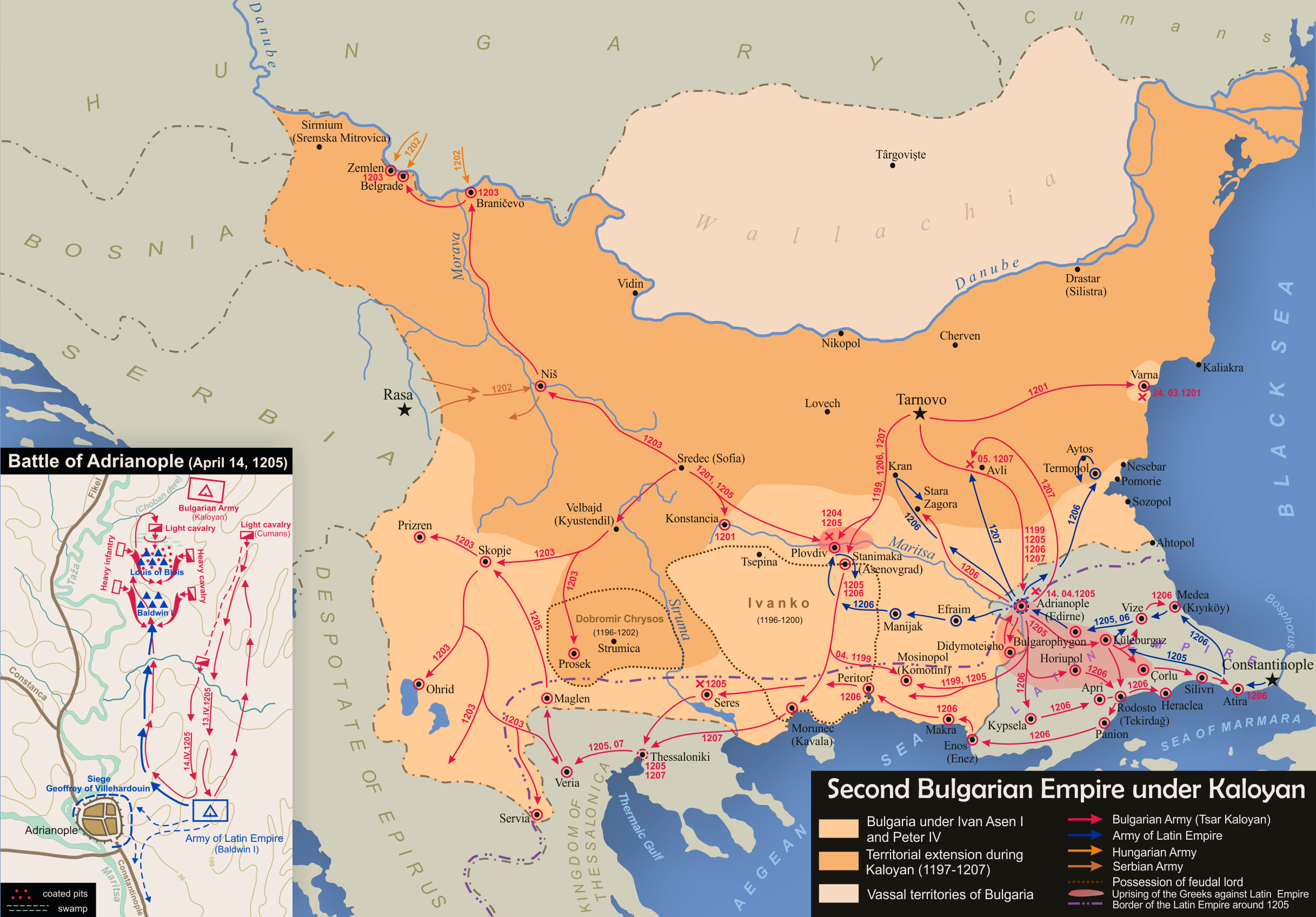
Das bulgarische Reich unter Kalojan

- Der bulgarische Zar Kalojan und Theodor I. Laskaris, Kaiser von Nikaia, verbünden sich und beginnen von zwei Seiten eine Offensive gegen das Lateinische Kaiserreich. Kalojan dringt erneut in Thrakien ein und belagert Adrianopel, gleichzeitig greift Laskaris mehrere Burgen der Lateiner in Kleinasien sowohl zu Land als auch zur See an. Mit einer Flotte aus venezianischen und pisanischen Schiffen gelingt es Heinrich, die am Meer gelegene Burg Ciboto erfolgreich zu entsetzen und Laskaris zurückzuschlagen. Im April gibt Kalojan die Belagerung von Adrianopel auf und zieht sich aus Thrakien zurück, nachdem seine kumanischen Krieger von ihm abgefallen sind. Im Sommer schließen Heinrich und Theodor einen zweijährigen Waffenstillstand.
- Im Sommer trifft sich Heinrich in Cypsela bei Adrianopel mit seinem Schwiegervater Bonifatius von Montferrat und empfängt von ihm die Huldigung als seinen Oberherren. Auf der Rückreise nach Mosynopolis plündert Bonifatius das Kloster Sweti Joan Prodrom, kurz darauf gerät er in einen Hinterhalt der Bulgaren. Er wird gefangen genommen und am 4. September enthauptet, sein Kopf an Kalojan gesendet.
- Der minderjährige Demetrius von Montferrat folgt unter der Vormundschaft seiner Mutter Margarete von Ungarn seinem Vater Bonifatius als König von Thessaloniki. Diese Nachfolgeregelung ist unter den Gefolgsmännern des Bonifatius allerdings nicht unumstritten. Besonders eine große Fraktion lombardischer Ritter unter Oberto II. von Biandrate favorisierte die Nachfolge von Demetrius’ älterem Bruder Wilhelm VI., der Bonifatius’ Nachfolge in der Markgrafschaft Montferrat antritt, vor allem, weil dieser der älteste Sohn seines Vaters und außerdem im mündigen Alter ist, um den Kampf gegen Bulgaren und Griechen anführen zu können. Die Revolte der Lombarden wird allerdings vom lateinischen Kaiser Heinrich zugunsten von Demetrius niedergeschlagen.
- Herbst: Kalojan stirbt bei der Belagerung von Thessaloniki, möglicherweise von seinen eigenen Leuten ermordet. Zu seinem Nachfolger wird sein Bruder Boril gewählt.

Wappen des Marco Sanudo als Herzog von Archipelagos

- Der venezianische Adelige Marco Sanudo erobert die Insel Naxos und gründet dort das Herzogtum Archipelagos.
- Venedig erobert die Insel Kreta von genuesischen Piraten, die sich dort in den letzten Jahren festgesetzt haben. Die Venetokratie auf Kreta beginnt.
- Garin de Montaigu folgt dem verstorbenen Geoffrey le Rat als Großmeister des Johanniterordens.
- Der Kreuzritter Gottfried von Villehardouin erhält von Bonifatius von Montferrat die Herrschaft über Mosynopolis in Thrakien. Im gleichen Jahr beginnt er mit der Niederschrift seiner Chronik Histoire de la Conquête de Constantinople über die Eroberung und Plünderung Konstantinopels durch das Kreuzfahrerheer im Jahr 1204.

#### Skandinavien
- Anfang des Jahres: Nach dem Tod von Erling Steinvegg wählen die Bagler auf Vorschlag von Erzbischof Tore Gudmundsson und Nikolas Arnason, dem Bischof von Oslo, Philipp Simonsson zum König von Norwegen. Gleichzeitig regiert im Land auch noch Inge II. für die Birkebeinerpartei. Beide Seiten zeigen jedoch bereits eine gewisse Kriegsmüdigkeit im norwegischen Bürgerkrieg.

#### Afrika
- Yetbarak entthront seinen Cousin Na’akueto La’ab und wird negus von Äthiopien.

#### Urkundliche Ersterwähnungen
- Erste urkundliche Erwähnung von Laufenburg und Roggenburg BL

### Kultur

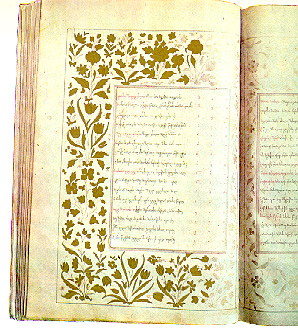
Altes Manuskript des Recken im Tigerfell

- Der Dichter Schota Rustaweli vollendet das von der georgischen Königin Tamar beauftragte Epos Der Recke im Tigerfell, das heutige georgische Nationalepos.

### Gesellschaft
- Regensburg verbietet die Spielhäuser.

### Religion

Franz gibt seinem Vater die Kleider zurück und verzichtet damit auf seinen Besitz, Fresko von Giotto di Bondone, um 1295

- Frühjahr: Franz von Assisi bricht während einer Gerichtsverhandlung, die sein Vater vor dem örtlichen Bischof Guido II. gegen ihn angestrengt hat, in einer spektakulären Szene mit der Welt.
- Stephen Langton wird von Papst Innozenz III. zum Erzbischof von Canterbury erhoben. König Johann Ohneland verweigert ihm jedoch die Anerkennung, woraufhin er sich in das Kloster Pontigny zurückzieht.
- Maria von Oignies zieht sich in eine Einsiedelei zurück.
- Das Kloster Saddell in Schottland und das Kloster Tautra in Norwegen werden gegründet.

### Katastrophen
- 20. April: Ein am Karfreitag ausgebrochener und rasch um sich greifender Brand zerstört große Teile Magdeburgs, unter anderem den unter Kaiser Otto I. erbauten Ottonischen Dom, das Mauritiuskloster, die Nordkirche und die Kaiserpfalz. Erzbischof Albrecht I. von Käfernburg lässt die Ruinen der Kathedrale abreißen und legt schon im September den Grundstein für den neuen Dom, für den Steine und Säulen des alten spätromanischen Doms wieder verwendet werden.[1]

## Geboren

### Geburtsdatum gesichert
- 30. September: Dschalāl ad-Dīn ar-Rūmī, persischer Sufi-Mystiker, Gelehrter und Dichter, Gründer des Mevlevi-Derwisch-Ordens († 1273)
- 1. Oktober: Heinrich III., König von England, Lord of Ireland und Herzog von Aquitanien († 1272)

### Genaues Geburtsdatum unbekannt
- Elisabeth von Thüringen, Landgräfin von Thüringen und Heilige der katholischen Kirche († 1231)
- Heinrich II., Herzog von Brabant und Niederlothringen († 1248)
- Raimund II. Trencavel, Vizegraf von Carcassonne, Razès und Béziers († um 1265)
- Ottone Visconti, Erzbischof von Mailand († 1295)

### Geboren um 1207
- Helen ferch Llywelyn, cambro-normannische Adelige im walisischen Fürstentum Gwynedd († 1253)
- Mechthild von Magdeburg, deutsche christliche Mystikerin († 1282)
- 1207 oder 1209: Sancho II., König von Portugal († 1248)

## Gestorben

### Todesdatum gesichert
- 7. Februar: Sambor I., Herzog von Pommerellen in seiner Funktion als polnischer Statthalter unter dem Supremat des Seniorherzogs zu Krakau (* um 1150)
- 1. März: Alfonse de Portugal, Großmeister des Johanniterordens (* um 1135)
- 7. April: Friedrich I., lothringischer Adliger, Herr von Bitsch, Gerbéviller und Ormes (* um 1143)
- 29. Mai: Bona von Pisa, pisansche Augustinerterziarin und Mystikerin (* um 1156)
- 8. Juni: Anseau de Garlande, Jurist des französischen Königs Philipp II. August und Bischof von Meaux
- 13. Juli: Heinrich IV. von Heßberg, Bischof von Würzburg
- 4. September: Bonifatius I., Markgraf von Montferrat, Anführer des Vierten Kreuzzugs, erster König von Thessaloniki (* um 1150)
- 13. September: Nivelon de Chérisy, Bischof von Soissons
- 3. November: Hartwig II. von Utlede, Erzbischof von Hamburg-Bremen und Reichsfürst von Bremen
- 16. November: Cyprian, Bischof von Lebus und Breslau
- 16. November: Walter de Coutances, anglonormannischer Geistlicher, Bischof von Lincoln und Erzbischof von Rouen, königlicher Justiciar für England
- 4. Dezember: Akan (Mönch), japanischer Mönch (* 1136)
- 30. Dezember: Diego de Acebo, Bischof von Osma

### Genaues Todesdatum unbekannt
- Anfang des Jahres: Erling Steinvegg, norwegischer König der Baglerpartei
- nach dem 30. April: Otto I., Graf von Geldern und Zutphen (* um 1150)
- September: Robert II., Graf von Meulan (* um 1142)
- Herbst: Kalojan, Zar der Bulgaren (* um 1170)
- Benedictus Faletro, Patriarch von Grado (* vor 1180)
- Geoffrey le Rat, Großmeister des Johanniterordens
- Kujō Kanezane, japanischer Regent (* 1149)
- Kuno I. von Münzenberg, führender Reichsministerialer im Heiligen Römischen Reich
- Sarawa Kelden Yeshe Sengge, Gründer der Yasang-Kagyü-Schule des tibetischen Buddhismus
- Wilhelm II., Graf von Jülich

### Gestorben um 1207
- 3. Mai 1206, 1207 oder 1209: Arnold, Graf von Altena